# Forat de Mel
El forat de Mel (en anglès, Mel's Hole) és, segons una llegenda urbana, un «forat sense fons» a prop d'Ellensburg, Washington. Les afirmacions al respecte es van fer per primera vegada al programa de ràdio Coast to Coast AM per un convidat que es deia Mel Waters. La investigació posterior va revelar que no hi havia cap persona que residia en aquella zona, i no s'ha donat cap evidència creïble que el forat hagi existit mai.

## Descripció
La llegenda del forat sense fons va començar el 21 de febrer de 1997, quan un home que s'identificava com Mel Waters va aparèixer com a convidat a Coast to Coast AM amb Art Bell. Waters va afirmar que era propietari d'una propietat rural 9 milles (14 km) a l'oest d'Ellensburg, al comtat de Kittitas, Washington, que contenia un forat misteriós. Segons Waters, el forat tenia una profunditat desconeguda. Va afirmar haver mesurat la seva profunditat amb fil de pescar i un pes, tot i que encara no havia tocat fons quan s'havien utilitzat 80.000 peus (24.000 m) de fil. També va afirmar que el gos mort del seu veí havia estat vist amb vida en algun moment després de ser llençat al forat. Segons Waters, les propietats màgiques del forat van impulsar els agents federals estatunidencs a apoderar-se del terreny i finançar la seva reubicació a Austràlia.
Waters va fer aparicions convidades al programa de Bell l'any 1997, 2000 i 2002. Les retransmissions d'aquestes aparicions han ajudat a crear el que s'ha descrit com un «mite rural modern». La ubicació exacta del forat no es va especificar, però diverses persones van afirmar haver-lo vist, com Gerald R. Osborne, que va utilitzar el nom cerimonial Red Elk, que es va descriure a si mateix com un «home medicina intertribal... natiu americà mestís / blanc», i que va dir als periodistes el 2012 que va visitar el forat moltes vegades des de 1961 i va afirmar que el govern dels Estats Units d'Amèrica hi mantenia una base secreta on es produeix «activitat alienígena». Però el 2002, Osborne no va poder trobar el forat en una expedició de 30 persones que dirigia.
Els periodistes locals que van investigar les afirmacions no van trobar registres públics de cap persona anomenada Mel Waters que residís o tingués propietat al comtat de Kittitas. Segons el geòleg del Departament de Recursos Naturals de l'Estat de Washington Jack Powell, el forat no existeix i és geològicament impossible. Powell va afirmar que un forat amb aquesta profunditat «s'enfonsaria en si mateix sota la tremenda pressió i la calor dels estrats circumdants». Powell va dir que un vell pou de mina normal a la propietat privada va ser probablement la inspiració de les històries i va comentar que el Forat de Mel s'havia establert com una llegenda «basada en cap evidència».

## Exposició d'art«Aspectes del Forat de Mel»
L'any 2008 es va presentar una exposició d'art, Aspects of Mel's Hole: Artists Respond to a Paranormal Land Event Occurring in Radiospace, comissariada pel crític d'art de LA Weekly Doug Harvey, al Grand Central Art Center (GCAC) de Santa Ana, Califòrnia. Obres de 41 artistes i col·lectius, molts creats específicament per a l'exposició, incloses obres d'Albert Cuellar, Charles Schneider, Marnie Weber, Jim Shaw, Jeffrey Vallance, Georganne Deen, Paul Laffoley, The Firesign Theatre, Gary Panter, The Center for Land Use Interpretació, James Hayward, Cathy Ward, Eric Wright i Craig Stecyk. El GCAC va publicar un catàleg de 146 pàgines juntament amb l'exposició, que conté contribucions de tots els artistes, a més d'assajos d'Harvey, la psicoanalista Judy Spence, l'autora científica Margaret Wertheim, Hannah Miller, Brian Tucker, Christine Wertheim, Mike Mcgee i el reverend Ethan Acres.